# Kup Mały
Kup Mały – przysiółek wsi Ładza w Polsce położony w województwie opolskim, w powiecie namysłowskim, w gminie Pokój. 
Miejscowość wchodzi w skład sołectwa Ładza.
W latach 1975–1998 miejscowość administracyjnie należała do ówczesnego województwa opolskiego.